# Proleucinodes lucealis
Proleucinodes lucealis là một loài bướm đêm trong họ Crambidae.